# Route nationale 54 (Madagaskar)
Die Route nationale 54 (RN 54) ist eine 8 km lange asphaltierte Nationalstraße im Nordwesten von Madagaskar in der Region Boeny. Sie beginnt in der Küstenstadt Mahajanga an der RN 4 und verläuft in nordöstlicher Richtung nach Amborovy zu einem Flughafen.